# Philippsweiler
Philippsweiler ist ein Ortsteil der Ortsgemeinde Oberpierscheid im Eifelkreis Bitburg-Prüm in Rheinland-Pfalz.

## Geographische Lage
Philippsweiler liegt rund 2 km südlich von Oberpierscheid auf einer Hochebene. Der Ortsteil ist von wenigen landwirtschaftlichen Nutzflächen aber vor allem von umfangreichem Waldbestand umgeben. Westlich des Ortes fließt der Burscheider Bach, nördlich der Roßbach und östlich der Fuhrbach. Zu Philippsweiler gehört der Weiler Merkeshausen.

## Geschichte
Philippsweiler war ursprünglich ein reines Arbeiterdorf. Hier lebten die Angestellten des Eisenhüttenwerkes von Merkeshausen (Oberpierscheid). Gegründet wurde der Ort 1830 durch den Köhler Philipp Kramer, aus diesem Anlass. Der heutige Name des Ortsteils geht auf ihn zurück. Man ergänzte zusätzlich die Bezeichnung „Weiler“, da es sich um ein kleines Dorf mit wenigen Gebäuden handelt.

## Wappen von Oberpierscheid

Das Wappen der heute übergeordneten Gemeinde Oberpierscheid wurde in Anlehnung an die vier Ortsteile und Wohnplätze der Gemeinde entworfen und stellt diese ebenfalls symbolisch dar.
Wappenbegründung: Rot und Silber sind die Farben der Grafen von Vianden, denen seit dem 14. Jahrhundert die luxemburgischen Herrschaft Neuerburg auf deren einstigem Gebiet Oberpierscheid liegt. Der Eichenzweig soll auf die traditionsreiche Holzwirtschaft hinweisen. Vier Blätter und vier Eicheln sollen zugleich die vier Ortschaften (Oberpierscheid, Philippsweiler, Röllersdorf und Luppertsseifen) und die vier Weiler/Gehöfte (Dehnseifen, Hausmannsdell, Merkeshausen und Trampertsdell) im Wappen vertreten. Im unteren Teil des Wappen ist die Kapelle des hl. Simeon zu sehen; sie ist urkundlich bezeugt, seit 1408.

## Naherholung und Sehenswürdigkeiten
In Philippsweiler beginnt der Prümtalweg. Hierbei handelt es sich um einen 9 km langen Rundwanderweg des NaturWanderPark delux. Highlights am Wanderweg sind hochgelegene Aussichtspunkte, die Prümschleife nahe der Wüstung Beifels, sowie das idyllische Prümtal.

## Wirtschaft und Infrastruktur

### Unternehmen
Im Ort sind ein Motorradgeschäft, ein Autoservice sowie zwei Busunternehmen ansässig.

### Verkehr
Philippsweiler ist durch die Landesstraße 9 erschlossen.